# Bo Tobiasson
Bo Tobiasson, född 3 juni 1944 i Stockholm, är en svensk före detta barnskådespelare. Han är son till Inga Tobiasson.

## Filmografi
- 1947 – Människor i stad
- 1955 – Enhörningen
- 1957 – Lille Fridolf blir morfar

## Vuxet liv
Bo Tobiasson blev i vuxen ålder lärare på Kungliga Musikhögskolan samt dirigent för amatörkören Mäster-Olofskören.